# Destiny Chukunyere
Destiny Chukunyere, född 29 augusti 2002 i Birkirkara, är en maltesisk sångerska. Hon vann Junior Eurovision Song Contest 2015 i Sofia med låten "Not My Soul". Hon deltog senare i den elfte säsongen av Britain's Got Talent och kom där på en sjätteplats i semifinalen där hon senare åkte ut. Hon har även vunnit den andra säsongen av maltesiska X Factor, vilket gjorde att hon blev uttagen till att representera sitt land i Eurovision Song Contest 2020 i Rotterdam. Hon skulle ha deltagit i den första semifinalen den 12 maj 2020 med "All of My Love", men tävlingen ställdes in på grund av coronaviruspandemin 2019–2021. Hon deltog istället i 2021 års tävling med den delvis svenskskrivna "Je me casse".